# فرودگاه شهرستان هپکینسویل-چریستیان
فرودگاه شهرستان هپکینسویل-چریستیان (به انگلیسی: Hopkinsville-Christian County Airport) یک فرودگاه همگانی بهره‌برداری هوایی است که یک باند فرود آسفالت دارد و طول باند آن ۱۶۷۸ متر است. این فرودگاه در شهر هاپکینزویل کشور ایالات متحده آمریکا قرار دارد و در ارتفاع ۱۷۲ متری از سطح دریا واقع شده‌است.